# エイケア・システムズ
エイケア・システムズは、メール配信に強みを持つシステムインテグレーター。2012年に他社との統合によりエクスペリアンジャパン株式会社に社名変更。その後チーターデジタル株式会社、エンバーポイント株式会社と社名を変更し現在はデジタルCRM支援を総合的に行っている。

## 主要な製品
- MailPublisherシリーズ